# باري ستيوارت (لاعب كريكت)
باري ستيوارت (3 ديسمبر 1980 في المملكة المتحدة - ) (بالإنجليزية: Barry Stewart)‏ هو لاعب كريكت بريطاني. لعب مع Northumberland County Cricket Club ‏.

## وصلات خارجية
- باري ستيوارت على موقع إي آس بي آن كريك إنفو (الإنجليزية)